# România TV
România TV là kênh truyền hình tư nhân Romania. Lên sóng chính thức vào ngày 23 tháng 10 năm 2011. România TV được thành lập bởi cựu doanh nhân và chính trị gia Sebastian Ghiță.
Có thể nhận kênh truyền hình România TV thông qua các hệ thống phát sóng Orange Romania Communications, Digi TV, Orange TV, Focus Sat, Vodafone TV hoặc FTA trên vệ tinh Amos 7, 4°W, 12354 MHz/SR 3333/H.

## Lịch sử
Vào ngày 23 tháng 10 năm 2011, dưới sự lãnh đạo của Elan Schwartzenberg, Realitatea TV đã chuyển các trường quay của mình đến tòa nhà Willbrook Platinum tại Ploiești, Bucharest. Một phần nhân viên của đài truyền hình này đã quyết định ở lại trường quay của Casa Presei Libere cùng với người quản lý cũ là Sebastian Ghiță để thành lập đài truyền hình mới România TV (ban đầu được gọi là "RTV"). România TV đã phát sóng bất hợp pháp mà không có giấy phép, vi phạm Luật phát sóng.
Ngày 1 tháng 12 năm 2011, RTV đổi tên thành România TV. Ngày 24 tháng 8 năm 2013, logo của România TV được thay đổi sau khi Bộ Thông tin vàTruyền thông Quốc gia România cảnh báo ngừng sử dụng từ viết tắt RTV.

## Chương trình truyền hình
Dưới đây là chương trình truyền hình trên kênh România TV:
- Știrile România TV
- Punctul culminant
- România de poveste
- România la raport
- România TeVede
- România au noroc
- Newsline
- Cheia zilei
- Ediția de seară
- Ediție specială
- România exclusiv
- Breaking news

## Tranh cãi và án phạt

### Thông tin sai lệch và kích động chính trị
România TV theo hướng chủ nghĩa bảo thủ, thiên vị các đảng tự do ủng hộ toàn cầu hóa và các tổ chức phi chính phủ dưới góc độ rất tiêu cực.
Trong suốt quá trình tồn tại, România TV bị chỉ trích nhiều lần và phạt tiền vì thông tin sai lệch, thao túng và bè phái liên quan đến chính trị România. Trong một bài báo tháng 1 năm 2017, nhà chính trị Alina Mungiu-Pippidi cho rằng România TV được sử dụng như một công cụ tuyên truyền.
Những người tuyên truyền chủ nghĩa dân tộc, cho các đảng dân túy cực hữu như Liên minh những người România và kích động chủ nghĩa tiến bộ Chính thống giáo được mời tham dự các buổi biểu diễn.

### Bị dừng phát sóng tại Moldova
România TV cùng với sáu kênh truyền hình Primul in Moldova, RTR Moldova, Accent TV, NTV Moldova, TV6, Orhei TV đã bị xóa khỏi truyền hình cáp MoldTelecom vì lý do đưa thông tin sai lệch về các sự kiện quốc gia và chiến dịch quân sự của Nga ở Ukraina. 
Hành động trên khiến nhà báo Victor Ciutacu đã chỉ trích gay gắt tổng thống Maia Sandu và khẳng định rằng tổng thống Moldova chỉ quan tâm đến mối quan hệ song phương với România từ quan điểm lợi ích kinh tế.

### Án phạt
Vì România TV đã vi phạm rất nhiều lần khiến Bộ Thông tin và Truyền thông Quốc gia România xử phạt. Dưới đây là những án phạt đã được thông qua.
| Ngày              | Số tiền bị phạt | Cáo buộc |
| ----------------- | --------------- | --- |
| 28 tháng 9, 2021  | 10.000 lei      | Trong một số chương trình thời sự phát sóng vào ngày 21–22 tháng 7 và ngày 14–15 tháng 8 năm 2021, các tuyên bố được đưa ra cho cộng đồng LGBT mà không trình bày quan điểm của đại diện cộng đồng hoặc những người tổ chức cuộc tuần hành tại Bucharest, để công chúng vô tư đưa ra ý kiến của riêng mình liên quan đến chủ đề tranh luận. (Vi phạm Điều 66 của Bộ luật Truyền thông România). |
| 23 tháng 9, 2021  | 5.000 lei       | Trong chương trình Breaking news ngày 3 tháng 4 năm 2021, bắt đầu từ việc tổ chức các cuộc biểu tình phản đối các hạn chế do đại dịch COVID-19 và cách thức can thiệp của lực lượng an ninh, các cáo buộc đã được đưa ra cho Cảnh sát thông qua điện thoại người dân can thiệp mà không cần người chứng minh những lời buộc tội, để công chúng đánh giá cao sự công bằng của họ (Vi phạm Điều 40 của Bộ luật Truyền thông România). Ngoài ra, cách trình bày chủ đề này trái với các nguyên tắc thông tin được quy định rõ ràng trong báo chí, theo đó phải đảm bảo sự phân biệt rõ ràng giữa sự thật và ý kiến, đồng thời thông tin về một chủ đề, sự việc hoặc sự kiện phải chính xác, được xác minh và trình bày một cách khách quan và trung thực (Vi phạm Điều 64 của Bộ luật Truyền thông România) |
| 23 tháng 11, 2021 | 10.000 lei      | Trong chương trình Punctul culminant ngày 8 tháng 4 năm 2021 và bản tin thời sự ngày 10 tháng 4 năm 2021, những lời buộc tội đã được đưa ra đối với một số tổ chức nhà nước và một diễn viên chính trị mà ông ta liên kết với chế độ Đức Quốc xã, do đó không đảm bảo thông tin khách quan của công chúng thông qua việc trình bày các sự kiện một cách chính xác, có dấu hiệu thiếu thiện chí, không có sự phân biệt rõ ràng giữa sự thật và ý kiến (Vi phạm Điều 3, Điều 64 của Bộ luật truyền thông România). Người dẫn chương trình không chứng minh được những lời buộc tội để công chúng đánh giá mức độ hợp lý của họ, đây là hành vi trái với quy định pháp luật. (Vi phạm Điều 40 của Bộ luật Truyền thông România)                                                                             |